# باند سی

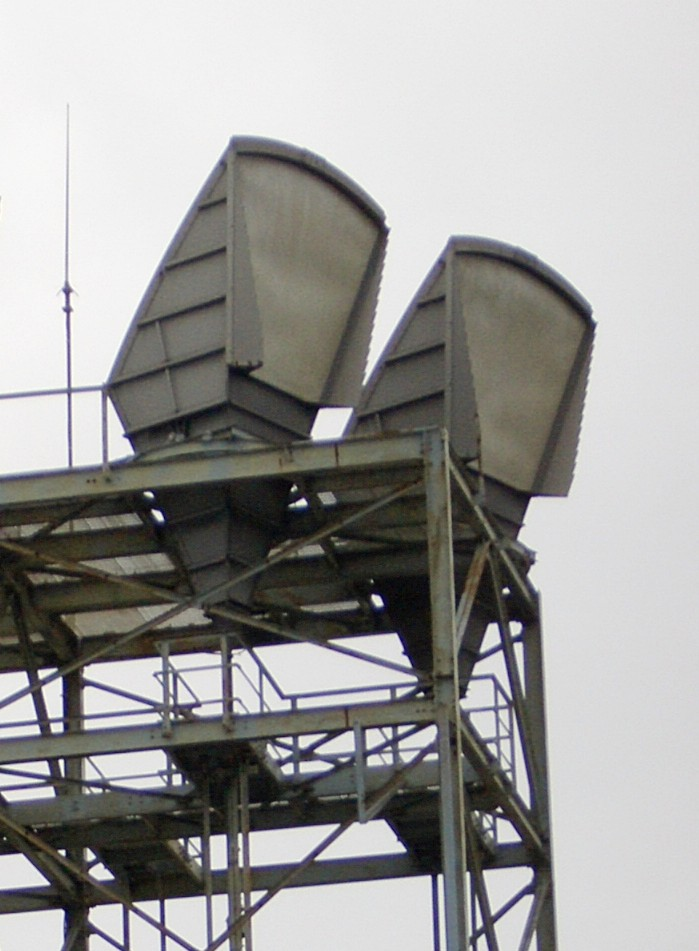
تصویری از این باند

## باند سیNATO
باند سی قسمتی از طیف الکترومغناطیسی با فرکانس ۵۰۰ هرتز تا ۱۰۰۰ MHz است.

## باند سیIEEE
باند سی IEEE قسمتی از طیف موج الکترومغناطیسی در محدوده امواج ماکروویو (ریز موج) است که فرکانسی بین ۴ تا ۸ گیگا هرتز (GHz) دارد.
این باند اولین فرکانس اختصاص داده شده برای ارتباطات بین زمین و ماهواره بود.